# Cephalaria aristata
Cephalaria aristata là một loài thực vật có hoa trong họ Kim ngân. Loài này được K.Koch mô tả khoa học đầu tiên năm 1851.